# Intercine
Intercine foi uma sessão de filmes da TV Globo que foi ao ar entre 1996 e 2010. Era exibida inicialmente de segunda  a sexta-feira, e depois de terça a sexta logo após o Programa do Jô (em janeiro e fevereiro, período de férias de Jô Soares, ia ao ar depois de séries norte-americanas – a exemplos de 24 Horas, Lost e Prison Break – ou logo após o Jornal da Globo).

## Exibição
A sessão foi inaugurada em abril de 1996, sendo a pioneira no quesito interatividade, o que a diferenciava das outras sessões de filmes da TV Globo e de outras emissoras de TV. Durante o intervalo comercial do filme em exibição, eram divulgados números 0800 de telefone correspondendo cada um a uma produção, sendo que a produção mais votada seria exibida no Intercine seguinte. No início, a sessão tinha três opções de filmes; posteriormente, passou a ter apenas duas e o prefixo do telefone mudou para 0500, deixando de ser uma ligação gratuita. No programa de estreia, foi exibido o filme O Último dos Moicanos.
O telespectador tinha cerca de meia hora (dependendo do filme exibido) para fazer a sua opção. As opções de filmes eram apresentadas no primeiro intervalo comercial (entre a 1ª parte e a 2ª).
Entre 1996 e 1998, a sessão ia ao ar após os shows da emissora, por volta das 23h. Em 30 de março de 1998, com o fim de Campeões de Bilheteria, passou a ser exibida após o Jornal da Globo (nesse mesmo ano ganhou uma sessão extra, intitulada Intercine II, que ficou no ar até 1999). A partir de abril de 2000, ficou fixo após o Programa do Jô.

## Extinção

Logotipo utilizado entre 2005 e 2009

Em janeiro de 2011, a TV Globo promoveu mudanças em sua grade nas madrugadas. Além da estreia de mais uma temporada do seriado 24 Horas, a emissora resolveu pela primeira vez tirar o Intercine de sua programação. Em seu lugar, foi colocada uma edição a mais da sessão Corujão.
Em 2011, o Intercine foi definitivamente extinto. Seu lugar foi ocupado por séries americanas de terça a quinta e pelo jornalístico Corujão do Esporte às sextas-feiras. Às segundas, o horário era ocupado pela Sessão Brasil.

## Intercine Brasil

Logotipo do Intercine Brasil entre 2005 e 2007

Intercine Brasil foi uma sessão especial do Intercine exibida nas segundas-feiras e dedicada a filmes brasileiros. Estreou em 18 de outubro de 2004 com a mesma mecânica da sessão convencional: o filme mais votado pelos telespectadores na madrugada de sexta-feira (no intervalo de Intercine) era exibido na segunda-feira. A última exibição do Intercine Brasil foi em 2 de abril de 2007.
Em 9 de abril do mesmo ano, foi substituído pela Sessão Brasil com o mesmo formato, porém sem a opção interativa.

## Cine Total
Cine Total foi uma sessão da RedeTV! exibida de terça à sexta, às 22h30. Possuía formato interativo, semelhante ao Intercine, onde o telespectador escolheria qual filme desejava assistir via telefone, e contava com apresentação do crítico de cinema Rubens Ewald Filho. O programa voltou a ser exibido em 2012, inicialmente nas noites de sexta, no mesmo horário do Globo Repórter, e posteriormente aos domingos, após a transferência da equipe do Pânico na TV para a Band, porém sem o formato interativo, sendo retirado do ar novamente após alguns meses.

## TV Escolha
Em 2000, a RedeTV! lançou uma sessão tripla de filmes inspirada em Intercine: a TV Escolha, hoje extinta. Exibida nas tardes de domingo, inicialmente apresentado por Fernanda Lima, e posteriormente pelo crítico de cinema Rubens Ewald Filho, a sessão sugeria duas opções de filmes antes da exibição da atração, e reforçava os números de telefone (também 0800) nos intervalos comerciais.